# Michiaki Kakimoto
Michiaki Kakimoto (柿本 倫明 Kakimoto Michiaki?, nacido el 6 de octubre de 1977 en Saigawa (actualmente Miyako), Fukuoka) es un exfutbolista japonés. Jugaba de delantero y su último club fue el Matsumoto Yamaga FC de Japón.

## Trayectoria

### Clubes
| Club                | País     | Año         |
| ------------------- | -------- | ----------- |
| Avispa Fukuoka      | Japón    | 2000        |
| Clementi Khalsa     | Singapur | 2001        |
| Oita Trinita        | Japón    | 2002 - 2003 |
| Shonan Bellmare     | Japón    | 2003 - 2007 |
| Cerezo Osaka        | Japón    | 2006        |
| Matsumoto Yamaga FC | Japón    | 2008 - 2010 |

## Palmarés

### Títulos nacionales
| Título    | Club         | País  | Año  |
| --------- | ------------ | ----- | ---- |
| J2 League | Oita Trinita | Japón | 2002 |